# Livonir Ruschel
Livonir Ruschel (nacido el 2 de julio de 1979) es un exfutbolista brasileño que se desempeñaba como delantero.

## Trayectoria

### Clubes
| Club              | País   | Año         |
| ----------------- | ------ | ----------- |
| Glória            | Brasil | 1997 - 1998 |
| Kawasaki Frontale | Japón  | 1998 - 1999 |
| FC Tokyo          | Japón  | 2000        |
| Urawa Reds        | Japón  | 2001 - 2002 |
| Shimizu S-Pulse   | Japón  | 2003        |
| Omiya Ardija      | Japón  | 2004 - 2005 |
| Ponte Preta       | Brasil | 2006        |
| Beitar Jerusalén  | Israel | 2007        |
| São Caetano       | Brasil | 2007        |
| Sertãozinho       | Brasil | 2008        |
| Shonan Bellmare   | Japón  | 2008 - 2009 |
| Chapecoense       | Brasil | 2010        |

## Estadística de carrera

### J. League
| Club              | Año   | J. League | J. League | Copa J. League | Copa J. League | Total | Total |
| Club              | Año   | Part.     | Goles     | Part.          | Goles          | Part. | Goles |
| ----------------- | ----- | --------- | --------- | -------------- | -------------- | ----- | ----- |
| Kawasaki Frontale | 1999  | 30        | 17        | 2              | 1              | 32    | 18    |
| FC Tokyo          | 2000  | 29        | 17        | 2              | 1              | 31    | 18    |
| Urawa Reds        | 2001  | 24        | 8         | 4              | 4              | 28    | 12    |
| Urawa Reds        | 2002  | 23        | 9         | 8              | 5              | 31    | 14    |
| Shimizu S-Pulse   | 2003  | 20        | 6         | 3              | 1              | 23    | 7     |
| Omiya Ardija      | 2004  | 24        | 8         | -              | -              | 24    | 8     |
| Omiya Ardija      | 2005  | 25        | 7         | 7              | 1              | 32    | 8     |
| Shonan Bellmare   | 2008  | 7         | 5         | -              | -              | 7     | 5     |
| Shonan Bellmare   | 2009  | 15        | 3         | -              | -              | 15    | 3     |
| Total             | Total | 197       | 80        | 26             | 13             | 223   | 93    |